# Савенков, Александр Борисович
Александр Борисович Савенков (род. 4 сентября 1982, Волгоград, СССР) — российский профессиональный баскетболист, игравший на позиции центрового.

## Карьера
В детстве Савенков занимался водным поло, вольной борьбой и фехтование. В 14 лет начал заниматься баскетболом, его первым тренером стала Александра Константиновна Чичерова.
В начале профессиональной карьеры Савенков выступал за команды «Союз», литовский «Нептунас», «Сибирьтелеком-Локомотив» и «Университет-Югра».
В июле 2019 года Савенков перешёл в «Локомотив-Кубань». В составе краснодарской команды Александр набирал 2,5 очка и 5,1 подбора в среднем за матч.
В августе 2010 года Савенков стал игроком «Спартака-Приморье». В апреле 2012 года Александр был выбран капитаном команды.
В июле 2012 года Савенков вернулся в «Университет-Югру». В сезоне 2016/2017 Александр стал чемпионом Суперлиги-1, а также вошёл в символическую пятёрку турнира как «Лучший центровой».
Летом 2017 года Савенков перешёл в «Самару». За три сезона Александр провёл 119 игр Суперлиге-1 и Кубке России и стал рекордсменом самарского клуба по числу подборов (744).

## Личная жизнь
Высшее образование Савенков начал получать в Волгоградском государственном университете. Переехав играть в Заречный, Александр перевёлся в Пензенский педагогический университет и получил специальность «преподаватель истории».

## Достижения
- Чемпион Суперлиги (3): 2010/2011, 2016/2017, 2018/2019
- Серебряный призёр Суперлиги (3): 2012/2013, 2013/2014, 2017/2018
- Обладатель Кубка России: 2019/2020
- Серебряный призёр Кубка России: 2011/2012